# Coppa Svizzera 2014-2015 (hockey su ghiaccio)
La Coppa Svizzera 2014-2015 è stata la 12ª edizione della manifestazione hockeistica. È iniziata l'8 ottobre 2013 e si è conclusa l'11 febbraio 2015 con il secondo titolo vinto dal SC Bern.
I sorteggi per i sedicesimi di finale si sono svolti il 29 aprile 2014 a Ittigen nel Canton Berna. Tutte le partite del primo turno si sono disputate il 1º ottobre 2014.

## Formula
Le 12 squadre di Lega Nazionale A e le 10 della Lega Nazionale B sono qualificate direttamente per il tabellone principale (sedicesimi di finale). A queste società se ne aggiungono 10 provenienti dalle serie inferiori (Regio League), qualificate attraverso delle eliminatorie.

## Turni preliminari[3]
I club della Prima Lega si sono sfidati in eliminatorie basati su due turni, i vincitori si sono qualificati automaticamente alla fase finale.

### 1º turno

#### Girone Est
| Squadra 1        | Risultato | Squadra 2         |
| ---------------- | --------- | ----------------- |
| 5 novembre 2013  |           |                   |
| Biasca 3 Valli   | 6 – 3     | PIKES Oberthurgau |
| 6 novembre 2013  |           |                   |
| Dübendorf        | 14 – 2    | Arosa             |
| HC Coira         | 2 – 1     | Bülach            |
| 9 novembre 2013  |           |                   |
| Herisau          | 4 – 3     | Seewen            |
| 18 novembre 2013 |           |                   |
| Winterthur       | 8 – 4     | Frauenfeld        |
| Bellinzona       | 4 – 0     | SC Weinfelden     |

#### Girone Centro
| Squadra 1            | Risultato | Squadra 2           |
| -------------------- | --------- | ------------------- |
| 8 ottobre 2013       |           |                     |
| EHC Aarau            | 4 – 3     | Adelboden           |
| 12 novembre 2013     |           |                     |
| Unterseen-Interlaken | 3 – 4     | Burgdorf            |
| 13 novembre 2013     |           |                     |
| Zuchwil Regio        | 4 – 1     | Belp                |
| 20 novembre 2013     |           |                     |
| Wiki-Münsingen       | 4 – 1     | Basel-Kleinhüningen |
| 28 dicembre 2013     |           |                     |
| Thun                 | 4 – 3     | Lyss                |

#### Girone Ovest
| Squadra 1                                | Risultato     | Squadra 2         |
| ---------------------------------------- | ------------- | ----------------- |
| 5 novembre 2013                          |               |                   |
| Sion                                     | 10 – 0        | Vallée de Joux    |
| Template:Hockey su ghiaccio Servette Ass | 4 – 1         | Yverdon-les-Bains |
| 27 novembre 2013                         |               |                   |
| Star Lausanne                            | 2 – 5         | Düdingen Bulls    |
| 27 dicembre 2013                         |               |                   |
| Université Neuchâtel                     | 4 – 1         | Saint-Imier       |
| 28 dicembre 2013                         |               |                   |
| Saastal                                  | 0 – 5 Forfait | Forward Morges    |

### 2º turno

#### Girone Est
| Squadra 1        | Risultato | Squadra 2      |
| ---------------- | --------- | -------------- |
| 5 febbraio 2014  |           |                |
| Dübendorf        | 6 – 1     | HC Coira       |
| Bellinzona       | 2 – 0     | Biasca 3 Valli |
| 18 febbraio 2014 |           |                |
| Herisau          | 2 – 5     | Winterthur     |

#### Girone Centro
| Squadra 1       | Risultato | Squadra 2 |
| --------------- | --------- | --------- |
| 22 gennaio 2014 |           |           |
| Zuchwil Regio   | 1 – 2     | Thun      |
| 4 febbraio 2014 |           |           |
| Wiki-Münsingen  | 4 – 6     | Burgdorf  |
| 5 febbraio 2014 |           |           |
| Brandis         | 5 – 2     | EHC Aarau |

#### Girone Ovest
| Squadra 1          | Risultato | Squadra 2                                |
| ------------------ | --------- | ---------------------------------------- |
| 4 febbraio 2014    |           |                                          |
| Forward Morges     | 2 – 5     | Université Neuchâtel                     |
| Sion               | 7 – 3     | Düdingen Bulls                           |
| Franches-Montagnes | 9 – 1     | Template:Hockey su ghiaccio Servette Ass |

## Squadre partecipanti
| Ambrì-Piotta           |
| Bienne                 |
| Berna                  |
| Davos                  |
| Friburgo-Gottéron      |
| Ginevra-Servette       |
| Kloten Flyers          |
| Losanna                |
| Lugano                 |
| Rapperswil-Jona Lakers |
| Zugo                   |
| ZSC Lions              |

| Ajoie             |
| Basilea Sharks    |
| La Chaux-de-Fonds |
| GCK Lions         |
| Langenthal        |
| Langnau Tigers    |
| Olten             |
| Valais-Chablais   |
| Thurgau           |
| Visp              |

| Dübendorf            |
| Bellinzona           |
| HCB Ticino Rockets   |
| Winterthur           |
| Thun                 |
| Burgdorf             |
| Brandis              |
| Université Neuchâtel |
| Sion                 |
| Franches-Montagnes   |
| Wiki-Münsingen       |

## Calendario
Le 32 squadre partecipanti (12 di LNA, 9 di LNB e 11 di leghe minori) si affronteranno a partire dai sedicesimi di finale. Nel primo turno non si sfideranno i team di LNA e le partite si disputeranno sulle piste delle squadre di categoria inferiore. Inoltre le squadre saranno divise in quattro gironi in basa alla collocazione geografica.

### Sedicesimi di finale[5]
| Squadra 1            | Risultato | Squadra 2              |
| -------------------- | --------- | ---------------------- |
| 1º ottobre 2014      |           |                        |
| GCK Lions            | 0 – 3     | ZSC Lions              |
| Winterthur           | 1 – 7     | Zugo                   |
| Dübendorf            | 1 – 6     | Kloten Flyers          |
| HCB Ticino Rockets   | 0 – 2     | Rapperswil-Jona Lakers |
| Thurgau              | 0 – 4     | Davos                  |
| Université Neuchâtel | 1 – 10    | Friburgo-Gottéron      |
| Franches-Montagnes   | 1 – 12    | Bienne                 |
| Ajoie                | 1 – 4     | Ginevra-Servette       |
| La Chaux-de-Fonds    | 1 – 6     | Losanna                |
| Sion                 | 2 – 5     | Lugano                 |
| Bellinzona           | 2 – 3     | Ambrì-Piotta           |
| Visp                 | 6 – 4     | Valais-Chablais        |
| Brandis              | 2 – 5     | Langenthal             |
| Wiki-Münsingen       | 1 – 7     | Langnau Tigers         |
| Thun                 | 1 – 7     | Berna                  |
| Burgdorf             | 1 – 9     | Olten                  |

### Ottavi di finale
| Squadra 1         | Risultato | Squadra 2              |
| ----------------- | --------- | ---------------------- |
| 28 ottobre 2014   |           |                        |
| Lugano            | 2 – 3 dts | Berna                  |
| 29 ottobre 2014   |           |                        |
| Visp              | 4 – 2     | Davos                  |
| Ginevra-Servette  | 1 – 0     | Losanna                |
| Langnau Tigers    | 3 – 2 dts | Olten                  |
| Langenthal        | 0 – 7     | Rapperswil-Jona Lakers |
| Friburgo-Gottéron | 2 – 4     | Ambrì-Piotta           |
| Bienne            | 1 – 2     | Kloten Flyers          |
| ZSC Lions         | 4 – 1     | Zugo                   |

### Quarti di finale
| Squadra 1        | Risultato | Squadra 2              |
| ---------------- | --------- | ---------------------- |
| 15 dicembre 2014 |           |                        |
| Ginevra-Servette | 6 – 2     | Rapperswil-Jona Lakers |
| Visp             | 2 – 6     | ZSC Lions              |
| Langnau Tigers   | 1 – 4     | Berna                  |
| Ambrì-Piotta     | 2 – 4     | Kloten Flyers          |

### Semifinali
| Squadra 1        | Risultato | Squadra 2     |
| ---------------- | --------- | ------------- |
| 6 gennaio 2015   |           |               |
| Ginevra-Servette | 1 – 2     | Kloten Flyers |
| 7 gennaio 2015   |           |               |
| Berna            | 2 – 1     | ZSC Lions     |

### Finale
| Squadra 1        | Risultato | Squadra 2     |
| ---------------- | --------- | ------------- |
| 11 febbraio 2015 |           |               |
| Berna            | 3 – 1     | Kloten Flyers |